# Sinfonietta (Roussel)
Albert Roussel voltooide zijn enige Sinfonietta in 1934, vlak voordat ook zijn vierde symfonie voltooid werd. Deze verkleinde symfonie is dat zowel qua lengte als bezetting. De sinfonietta duurt circa 10 minuten en is alleen geschreven voor strijkinstrumenten: violen, altviolen, celli, contrabassen.
Een bijzonderheid aan het werk is dat het als eerste is uitgevoerd door een orkest volledig bestaande uit vrouwen, het Orchestre féminin de Paris onder leiding van Jane Evrard op 19 november 1934, aan wie het werk is opgedragen.
De drie delen:
1. Allegro molto
2. Andante
3. Allegro